# 土地区画整理法
土地区画整理法（とちくかくせいりほう、昭和29年法律第119号）は、土地区画整理事業に関する日本の法律である。

## 構成
- 第1章 総則（第1条 - 第3条の4）
- 第2章 施行者
  - 第1節 個人施行者（第4条 - 第13条）
  - 第2節 土地区画整理組合
    - 第1款 設立（第14条 - 第24条）
    - 第2款 管理（第25条 - 第44条）
    - 第3款 解散及び合併（第45条 - 第51条）

  - 第3節 区画整理会社（第51条の2 - 第51条の13）
  - 第4節 都道府県及び市町村（第52条 - 第65条）
  - 第5節 国土交通大臣（第66条 - 第71条）
  - 第6節 独立行政法人都市再生機構等（第71条の2 - 第71条の6）
- 第3章 土地区画整理事業
  - 第1節 通則（第72条 - 第85条の4）
  - 第2節 換地計画（第86条 - 第97条）
  - 第3節 仮換地の指定（第98条 - 第102条）
  - 第4節 換地処分（第103条 - 第108条）
  - 第5節 減価補償金（第109条）
  - 第6節 清算（第110条 - 第112条）
  - 第7節 権利関係の調整（第113条 - 第117条）
  - 第8節 住宅先行建設区における住宅の建設（第117条の2）
  - 第9節 国土交通大臣の技術検定等（第117条の3 - 第117条の19）
- 第4章 費用の負担等（第118条 - 第121条）
- 第5章 監督（第122条 - 第127条の2）
- 第6章 雑則（第128条 - 第136条の4）
- 第7章 罰則（第137条 - 第147条）
- 附則

## 資格
- 土地区画整理士